# Infiniti
Infiniti (транскр. Инфинити) је јапански произвођач луксузних аутомобила, огранак компаније Нисан.

## Историјат
Почетак бренда Инфинити назире се 1985. године. Инфинити је замишљен да буде луксузни огранак фирме Нисан. Стратегија Нисана је била да се постави конкурентним фирмама Тојоти и Хонди, које су креирале своје луксузне брендове Лексус и Акјуру. Компанија је зато основала тајну групу названу Horizon Task Force. Циљ је био стварање нове снажне и луксузне марке. С обзиром да су америчке и европске луксузне марке биле добро постављене на тржишту, постојао је висок ризик неуспеха. Horizon Task Force је створила велику визију, не само луксузног аутомобила већ целог процеса куповине и поседовања. Назив Инфинити је настао 1987. године, а који симболизује поглед напред ка новим хоризонтима.
Активности Инфинитија су у почетку биле оријентисане само на Северну Америку. Званична продаја Инфинити аутомобила је почела 8. новембра 1989. године у САД-у и Канади с циљем да се такмичи, поред Лексуса и Акјуре, и са Аудијем, Мерцедес-Бенцом, Кадилаком, BMW-ом, Линколном и Волвоом. Касније се компанија шири на Блиски исток (1996), Тајван (1997), Јужну Кореју (2005), Русију (2006), Украјину и Кину (2007). На Салону аутомобила у Женеви 2008. године генерални директор Рено-Нисан алијансе Карлос Гон најављује долазак Инфинити бренда у Европу. Званично је представљен крајем 2008. године. Седиште Инфинитија у Европи се налази у месту Рол, у Швајцарској. У Јапану се Инфинити бренд не користи, а аутомобили се продају под брендом матичне фирме Нисан.
2011. године, Инфинити је потписао спонзорски уговор са тимом формуле 1 Ред бул рејсингом, када постаје технички партнер тима.

## Ознаке модела
- G – аутомобили средње класе,
- J – аутомобили више средње класе,
- I – аутомобили више средње класе,
- M – луксузни аутомобили у сегменту више средње класе,
- Q – аутомобили у сегменту високе класе,
- EX – компактни СУВ,
- FX – луксузни СУВ,
- QX – велики СУВ, off-roud сегмент.

## Галерија
- Infiniti G sedan (2011)
- Infiniti M (2011)
- Infiniti EX (2010)
- Infiniti FX (2011)
- Infiniti QX (2012)